# Heart to Heart (singel Jamesa Blunta)
„Heart to Heart” – utwór brytyjskiego wokalisty Jamesa Blunta. Wydany został 3 lutego 2014 roku przez wytwórnię płytową Atlantic Records jako drugi singel z jego czwartego albumu studyjnego, zatytułowanego Moon Landing. Twórcami tekstu utworu są James Blunt, Daniel Omelio i Daniel Parker, natomiast jego produkcją zajęli się Martin Terefe & Robopop. Do singla nakręcono także teledysk, a jego reżyserią zajął się Vaughan Arnell. „Heart to Heart” dotarł do ósmej pozycji na liście przebojów we Włoszech i uzyskał tam status platynowej płyty.

## Pozycje na listach przebojów
| Kraj            | Lista (2014)            | Pozycja | Status          |
| --------------- | ----------------------- | ------- | --------------- |
| Australia       | Top 50 Singles          | 26      | złota płyta     |
| Austria         | Singles Top 75          | 10      | –               |
| Niemcy          | Top 100 Singles         | 17      | –               |
| Polska          | AirPlay – Top           | 11      | –               |
| Szkocja         | Scottish Singles Top 40 | 53      | –               |
| Szwajcaria      | Singles Top 75          | 23      | –               |
| Wielka Brytania | Singles Top 100         | 42      | –               |
| Włochy          | Top 20 Singles          | 8       | platynowa płyta |